# 3112 Велимир
3112 Велимир (енгл. 3112 Velimir) је астероид главног астероидног појаса са средњом удаљеношћу од Сунца која износи 2,377 астрономских јединица (АЈ).
Апсолутна магнитуда астероида је 12,9.